# Formigueiro-de-cauda-curta
Formigueiro-de-humaitá ou formigueiro-de-cauda-curta (nome científico: Myrmelastes humaythae) é uma espécie de ave pertencente à família dos tamnofilídeos. Ocorre no Brasil, e Bolívia.
Seu nome popular em língua inglesa é "Humaita antbird".